# Serguéi A. Podolinski
Sergei A. Podolinsky (en ucraniano: Сергі́й Подоли́нський) (19 de julio de 1850 - 1891) fue un médico y socialista ucraniano, pionero de la economía ecológica. Se propuso reconciliar el pensamiento socialista con la segunda ley de la termodinámica sintetizando los planteamientos de Karl Marx, Charles Darwin y Sadi Carnot.
En su ensayo "El socialismo y la unidad de las fuerzas físicas" (1880), Podolinsky teorizó una teoría del valor-trabajo basada en la energía incorporada. "El análisis biofísico de Podolinsky lo llevó a concluir que los límites últimos del crecimiento económico no residían en los grilletes de las relaciones de producción, sino en las leyes físicas y ecológicas". Friedrich Engels rechazó la propuesta de Podolinsky ya que consideraba "totalmente imposible tratar de expresar las relaciones económicas en términos físicos".
Juan Martínez-Alier realizó algunas de las primeras traducciones de la obra de Podolinsky.